# 迪扬夫雷斯·道格拉斯·沙加斯·马托斯
迪扬夫雷斯·道格拉斯·沙加斯·马托斯（葡萄牙語：Dyanfres Douglas Chagas Matos，1987年12月30日—）是一名巴西职业足球运动员，司职前锋，现效力于阿联酋职业足球联赛俱乐部艾因。

## 职业生涯
2010年7月，道格拉斯加盟J2联赛俱乐部德岛漩涡，于2010年7月25日对阵东京绿茵的比赛中完成首秀。2010年8月22日，他在对阵北九州向日葵的比赛中打入加盟德岛后的首个进球。2015年他被租借加盟至J1联赛的广岛三箭，表现出色，并入选当年J联赛最佳阵容。2016年，道格拉斯加盟阿联酋豪门艾因。

## 荣誉

### 俱乐部
广岛三箭
- J1联赛
  - 冠军：2015
- 世界俱乐部杯
  - 季军：2015

### 个人
- J联赛最佳阵容：2015